# Florin scrie un roman
Florin scrie un roman este o operă literară scrisă de Mircea Cărtărescu. Structura textului este bazată pe inserție, iar secvențele putând fi înlănțuite logic. Aceasta se constituie din trei secvențe narative, avându-se în vedere relația dintre autor, narator și personaj.